# Zespół dworski w Kalinowicach Górnych
Zespół dworski w Kalinowicach Górnych – zabytkowy dwór w zespole dworskim znajdujący się w Kalinowicach Górnych, w województwie dolnośląskim. Dwór został wzniesiony w stylu klasycystycznym w 1827 r. 

## Historia
Pierwsza wzmianka – edykt nadania Cystersom w 1219 roku przez Henryka Brodatego. Sprzedany rycerzowi Jacobowi von Kuncendorf w 1283 roku po spustoszeniu wsi przez Tatarów. W latach 1550-1595 własność rodziny von Seidliz und Strupchen, budowa renesansowego pałacu po którym pozostały obecnie jedynie piwnice. W 1826 roku nadbudowa klasycystyczna nad pierwotnym parterem - dzisiejsze piwnice przez E. von Forestera. W 1885 roku dobudowana została wieża o wysokości 28 metrów, w stylu baroku francuskiego i taras frontowy przez ówczesnego właściciela Hermana Hahna. Od 1903 własność rodziny cesarskiej, prowadzona jest stadnina koni wyposażona w największą krytą ujeżdżalnię koni na Dolnym Śląsku. Po II wojnie światowej dwór został przejęty przez PGR, który nie prowadził żadnych prac remontowych. W latach 70. XX wieku uległ zniszczeniu hełm wieży. W latach 90. XX wieku niezabezpieczony pałac niszczał. W 2007 roku zapadła się część dachu. 
W październiku 2016 obiekt przejęła Fundacja ratowania dworu i folwarku Kalinowice Górne, którą założyli Paweł Roszkowski z Iloną Hilenberg wraz z synem Xawerym Roszkowskim. Odbudowę wsparły: Ministerstwo Kultury i Dziedzictwa Narodowego, Dolnośląski Wojewódzki Konserwator Zabytków, Urząd Marszałkowski Województwa Dolnośląskiego i Gmina Ziębice. W 2019 roku zostały wzmocnione ściany i odbudowane stropy na parterem, w 2020 kontynuowane prace przy wzmacnianiu ścian, odbudowany stropy drugiego pietra i wykonano konstrukcję dachu.  

## Opis
Parterowy, murowany dwór,  wybudowany na rzucie prostokąta, nakryty dachem naczółkowym. Od frontu  budowali dwutraktowej ryzalit z portykiem, zwieńczony frontonem, z dwoma kolumnami jońskimi in antis w prostokątnej, parterowej wnęce z głównym wejściem, do którego prowadzą schody. Po prawej stronie dobudówka z piętrową wieżą wybudowaną na planie prostokąta.

## Galeria

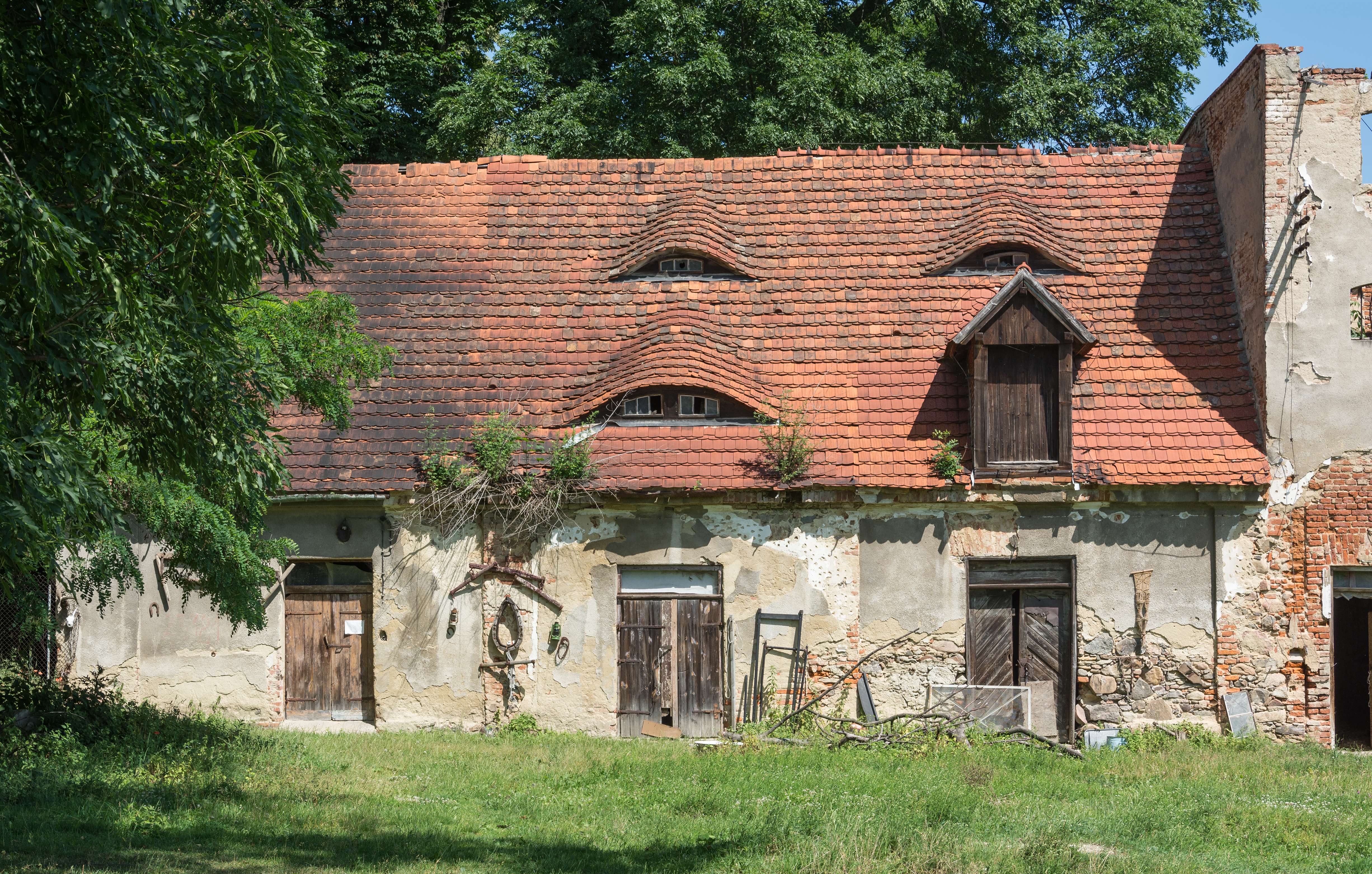
Pozostałości przypałacowego folwarku
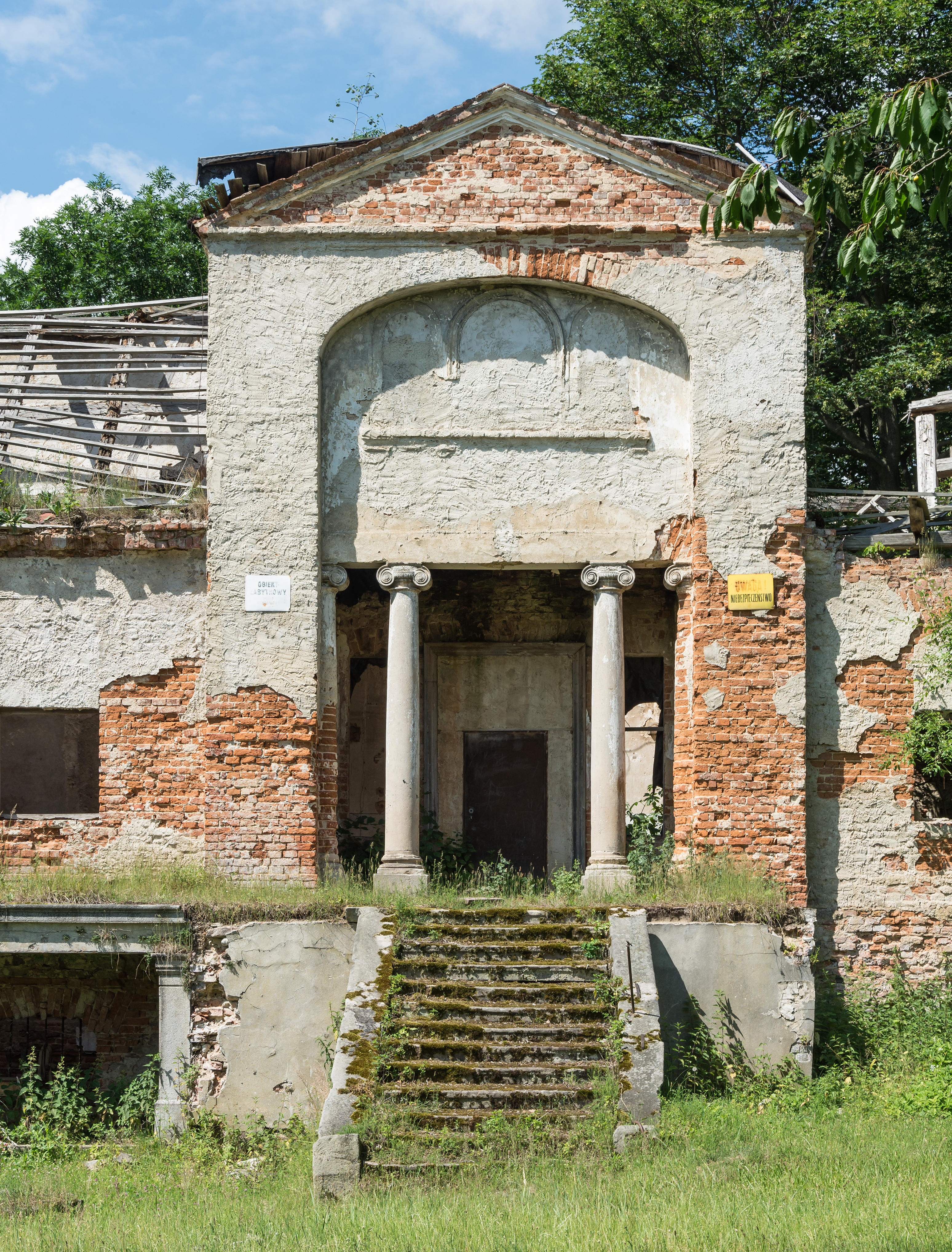
Główne wejście do pałacu